# بام بام
«بام بام» (به انگلیسی: Bahm Bahm) ترانه‌ای از رپر نیکی میناژ می‌باشد که در پنجمین آلبوم استودیویی وی تحت عنوان جمعهٔ صورتی ۲ (۲۰۲۳) قرار دارد. نویسندگی این ترانه توسط میناژ، جاشوا گودز و جسیکا کارپنتر که تهیه‌کنندگی آن را نیز بر عهده داشته‌اند، صورت گرفته است. این قطعه در رتبهٔ ۹۵ بیلبورد هات ۱۰۰ جا گرفت.